# 韦尔东河
韦尔东河（法語：Verdon，法語發音：[vɛʁdɔ̃]）是法國的河流，位於該國東南部，河道全長166公里，流域面積2,294平方公里，平均流量每秒26立方米，發源自巴瑟洛内特以南，河口處在韦尔东河畔维农附近。

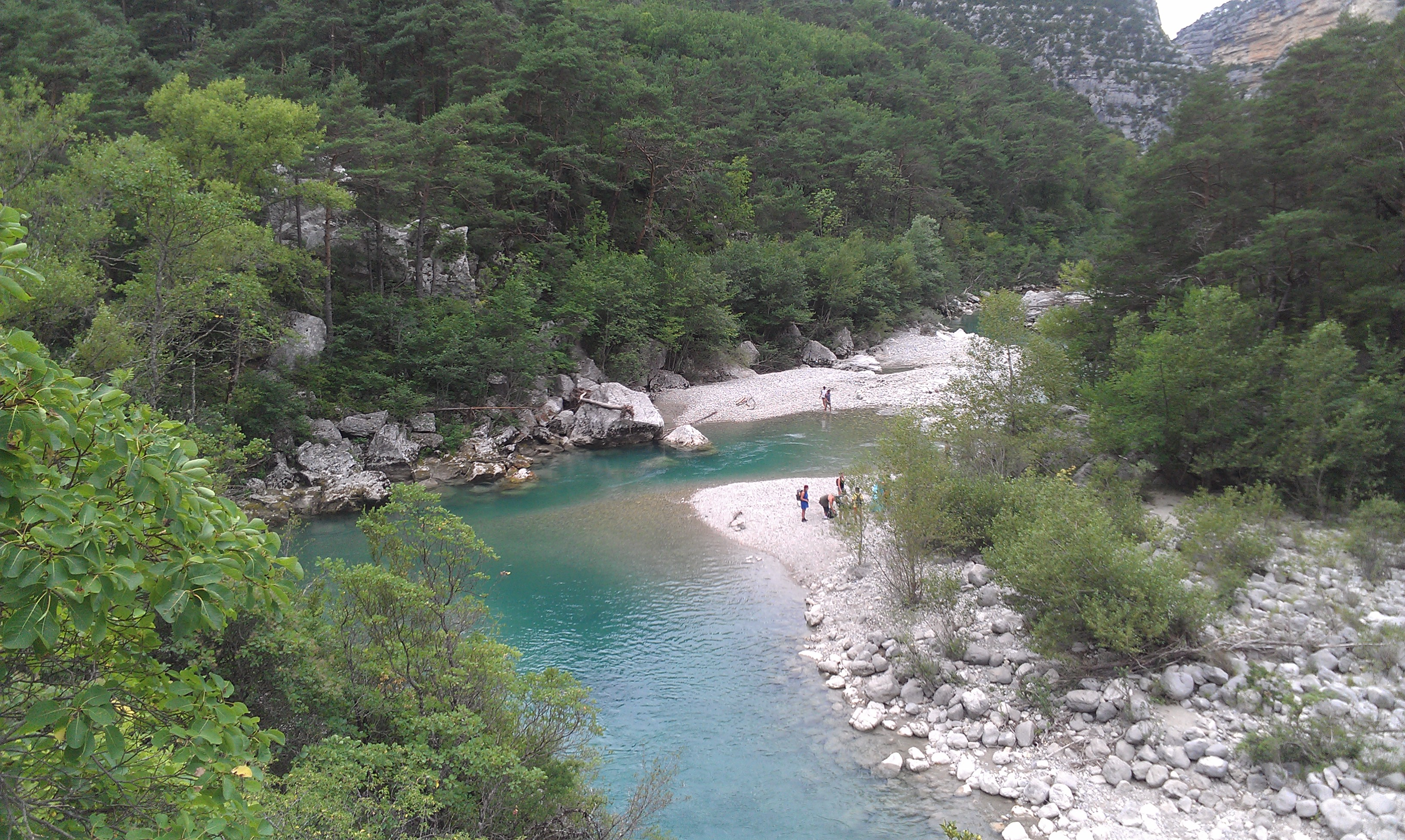
韦尔东河綠藍色的河水

名稱來自綠藍色的河水。

## 外部連結
- http://www.geoportail.fr （页面存档备份，存于）
- Sandre数据库中的韦尔东河 （页面存档备份，存于）